# Agía Varvára (Arcadie)
Agía Varvára (grec moderne : Αγία Βαρβάρα) est une localité située dans le dème de Tripoli, dans le district régional d'Arcadie, dans la périphérie du Péloponnèse, en Grèce.
Selon le recensement de 2021, elle compte 14 habitants.